# Carol Heiss
Carol Elizabeth Heiss Jenkins (Nova Iorque, Nova Iorque, 20 de janeiro de 1940) é uma ex-patinadora artística norte-americana. Ela conquistou duas medalhas olímpicas, uma de ouro em 1960 e uma de prata em 1956.
Ela é esposa do campeão olímpico Hayes Alan Jenkins.

## Principais resultados
| Resultados                                            | Resultados       | Resultados       | Resultados       | Resultados       | Resultados      | Resultados      | Resultados      | Resultados      | Resultados    | Resultados    | Resultados    | Resultados    | Resultados    | Resultados    |
| Internacional                                         | Internacional    | Internacional    | Internacional    | Internacional    | Internacional   | Internacional   | Internacional   | Internacional   | Internacional | Internacional | Internacional | Internacional | Internacional | Internacional |
| Evento/Temporada                                      | 1952– 1953       | 1953– 1954       | 1954– 1955       | 1955– 1956       | 1956– 1957      | 1957– 1958      | 1958– 1959      | 1959– 1960      |               |               |               |               |               |               |
| ----------------------------------------------------- | ---------------- | ---------------- | ---------------- | ---------------- | --------------- | --------------- | --------------- | --------------- | ------------- | ------------- | ------------- | ------------- | ------------- | ------------- |
| Jogos Olímpicos                                       |                  |                  |                  | Medalha de prata |                 |                 |                 | Medalha de ouro |               |               |               |               |               |               |
| Campeonato Mundial                                    |                  |                  | Medalha de prata | Medalha de ouro  | Medalha de ouro | Medalha de ouro | Medalha de ouro | Medalha de ouro |               |               |               |               |               |               |
| Campeonato Norte-Americano                            | Medalha de prata |                  | Medalha de prata |                  | Medalha de ouro |                 | Medalha de ouro |                 |               |               |               |               |               |               |
| Nacional                                              |                  |                  |                  |                  |                 |                 |                 |                 |               |               |               |               |               |               |
| Campeonato dos Estados Unidos                         | Medalha de prata | Medalha de prata | Medalha de prata | Medalha de prata | Medalha de ouro | Medalha de ouro | Medalha de ouro | Medalha de ouro |               |               |               |               |               |               |
|                                                       |                  |                  |                  |                  |                 |                 |                 |                 |               |               |               |               |               |               |
| Legenda: Competição não foi disputada nesta temporada |                  |                  |                  |                  |                 |                 |                 |                 |               |               |               |               |               |               |